# Uniwersytet w Marburgu

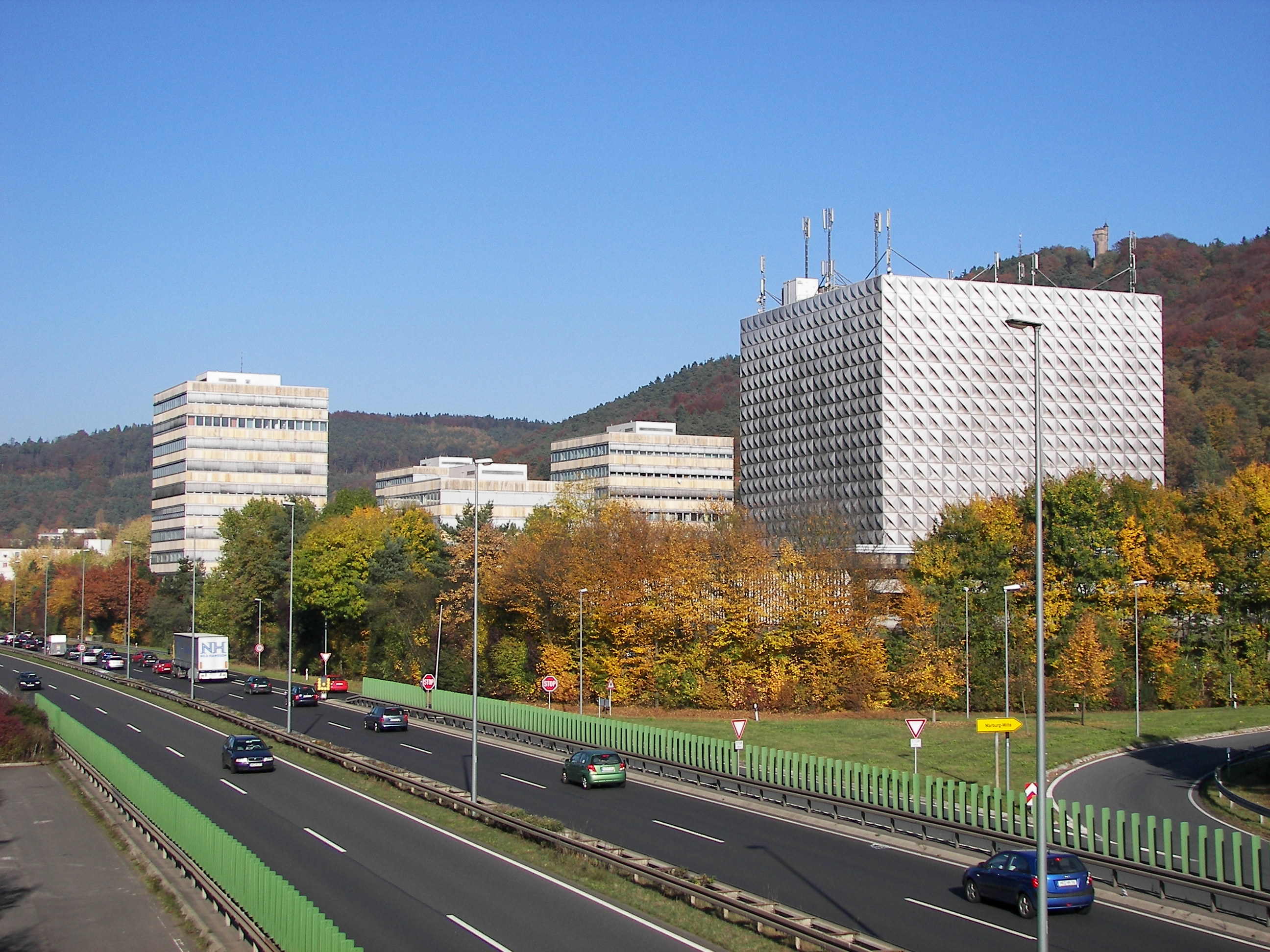
Wydział Nauk Społecznych i biblioteka uniwersytecka

Uniwersytet w Marburgu (niem. Philipps-Universität Marburg) – publiczna szkoła wyższa założona w 1527 roku jako drugi protestancki uniwersytet na świecie, po uniwersytecie w Legnicy. Uczelnia nosi imię Filipa Wielkodusznego. 
W 1530 roku odbył się tutaj spór religijny pomiędzy luteranami i kalwinami. Marcin Luter nie zdołał przekonać kalwinów i rozłam w ruchu protestanckim się rozpoczął. Uniwersytet ostatecznie przeszedł na kalwinizm za czasów sprzyjającego temu wyznaniu landgrafa Hesji-Kassel Maurycego Uczonego, a luteranie założyli Uniwersytet w Gießen w 1607 roku. Już kilkanaście lat później za sprawą landgrafa Ludwika V Wiernego przywrócono nań luteranizm. Od 1653 roku ponownie kalwiński.
Obecnie uniwersytet w Marburgu liczy ponad 20 000 studentów i boryka się z poważnymi problemami finansowymi. Kliniki uniwersyteckie zostały połączone z klinikami uniwersytetu w Giessen i sprzedane prywatnemu inwestorowi Rhön Klinikum.

## Wykładowcy
- Hans-Georg Gadamer
- Erich Geldbach
- Herrmann Jungraithmayr